# 細川隆是
細川 隆是（ほそかわ たかよし）は、戦国時代の武将。大内氏、足利将軍家の家臣。官位は宮内少輔。

## 生涯
細川氏の一族とされるが、詳しい系譜は不明である。父・細川是久（よしひさ、宮内少輔）の代から大内氏に仕えており、元服時に主君・大内義隆の偏諱を受けて、隆是と名乗る。
天文12年（1543年）5月、義隆の養嗣子・大内晴持の陣没に関連して、父・是久が亡くなった（晴持と同じく溺死か）のに伴い、家督を継承したものと推測される。なお、周防国の大内氏と関係の深い細川氏として、細川晴広がいる。
天文20年（1551年）9月、大寧寺の変で義隆が自刃すると、山口を離れて京都へ移り、足利将軍家（当時の将軍は足利義輝）に臣従し、御部屋衆となった。
永禄8年（1565年）5月19日、永禄の変で義輝が亡くなると、近侍していた隆是もこれに殉じて自害した。

## 登場作品
- 『毛利元就』（1997年、NHK大河ドラマ、演：久富惟晴）